# Симон Маріус
Симо́н Ма́ріус (лат. Simon Marius латинізована версія імені Симон Майр нім. Simon Mayr; 10 січня 1573 — 26 грудня 1624) — німецький астроном, математик та лікар.

## Життєпис
Народився у Гунценгаузені. У 1601 році вивчав астрономію у Тихо Браге у Празі, потім медицину в Падуї. Служив астрономом і математиком при дворі маркграфа в Ансбаху.

## Наукова діяльність
Одним з перших почав вивчати небо за допомогою телескопа. Незалежно від Галілео Галілея відкрив чотири супутники Юпітера 1610 року, але своєчасно не опублікував результати своїх спостережень. Склав перші таблиці середнього руху чотирьох відомих на той час супутників Юпітера, першим звернув увагу на зміни їхньої яскравості. Історія розпорядилась так, що Галілео Галілея вважають першовідкривачем супутників, за якими закріпились імена, як раз дані Маріусом, — Іо, Європа, Ганімед і Каллісто.
Марію належить перша згадка про туманності в сузір'ї Андромеди (галактика M31).

## Твори
- Mundus Iovialis anno MDCIX Detectus Ope Perspicilli Belgici (Die Welt des Jupiter, 1609 mit dem flämischen Teleskop entdeckt; Lateinisches Faksimile und deutsche Übersetzung; Hrsg. und bearb. von Joachim Schlör. Naturwiss. begleitet und mit einem Nachw. vers. von Alois Wilder), 1614
- Zinner, E., «Zur Ehrenrettung des Simon Marius», in: Vierteljahresschrift der Astronomischen Gesellschaft, 77. Jahrgang, 1. Heft, Leipzig 1942
- Bosscha, J., «Simon Marius. Réhabilitation d´un astronome calomnié», in: Archives Nederlandaises des Sciences Exactes et Naturelles, Ser. II, T. XII, S. 258—307, 490—528, La Haye, 1907